# Platycephalisca australica
Platycephalisca australica är en tvåvingeart som beskrevs av Spencer 1986. Platycephalisca australica ingår i släktet Platycephalisca och familjen fritflugor. Inga underarter finns listade i Catalogue of Life.